# Antonio Saldaña Moreno
Antonio Saldaña Moreno (Jerez de la Frontera, 18 de mayo de 1976) es un político español adscrito al Partido Popular. Fue primer teniente de alcalde, con responsabilidad en las áreas de Urbanismo, Infraestructuras, Vivienda y Suelo, durante el mandato de María José García-Pelayo, entre el 11 de junio de 2011 al 13 de junio de 2015.
Actualmente es Diputado en el Parlamento andaluz desde el 14 de julio de 2022, relevando su posición de concejal en el Ayuntamiento de Jerez, y como portavoz del PP en la Diputación de Cádiz.
El 23 de febrero de 2018 es elegido por el Comité Ejecutivo del Partido Popular de dicha ciudad como Candidato a la Alcaldía de Jerez de la Frontera, no siendo elegido.

## Biografía
Es master en Urbanismo por la Universidad Rey Juan Carlos, y exeutive MBA por el Instituto Internacional de San Telmo. Diplomado en Financiación y Presupuestación Pública por la Universidad Duke de North Carolina, Estados Unidos. Es graduado en Derecho desde 2016 por la Universidad Oberta de Cataluña.
También es el autor del libro Andaluces por España, y de ¿Porque no te callas?, de 2023.
Desde 1999 a 2011, antes de su incorporación a la política activa, desarrolló profesionalmente su labor como Ingeniero de Caminos.
Por último, es el Creador del proyecto Jerez Capital Mundial del Motociclismo, que le valió el reconocimiento a Jerez de la Frontera por la Federación Internacional de Motociclismo.